# Avalancha de nieve en polvo

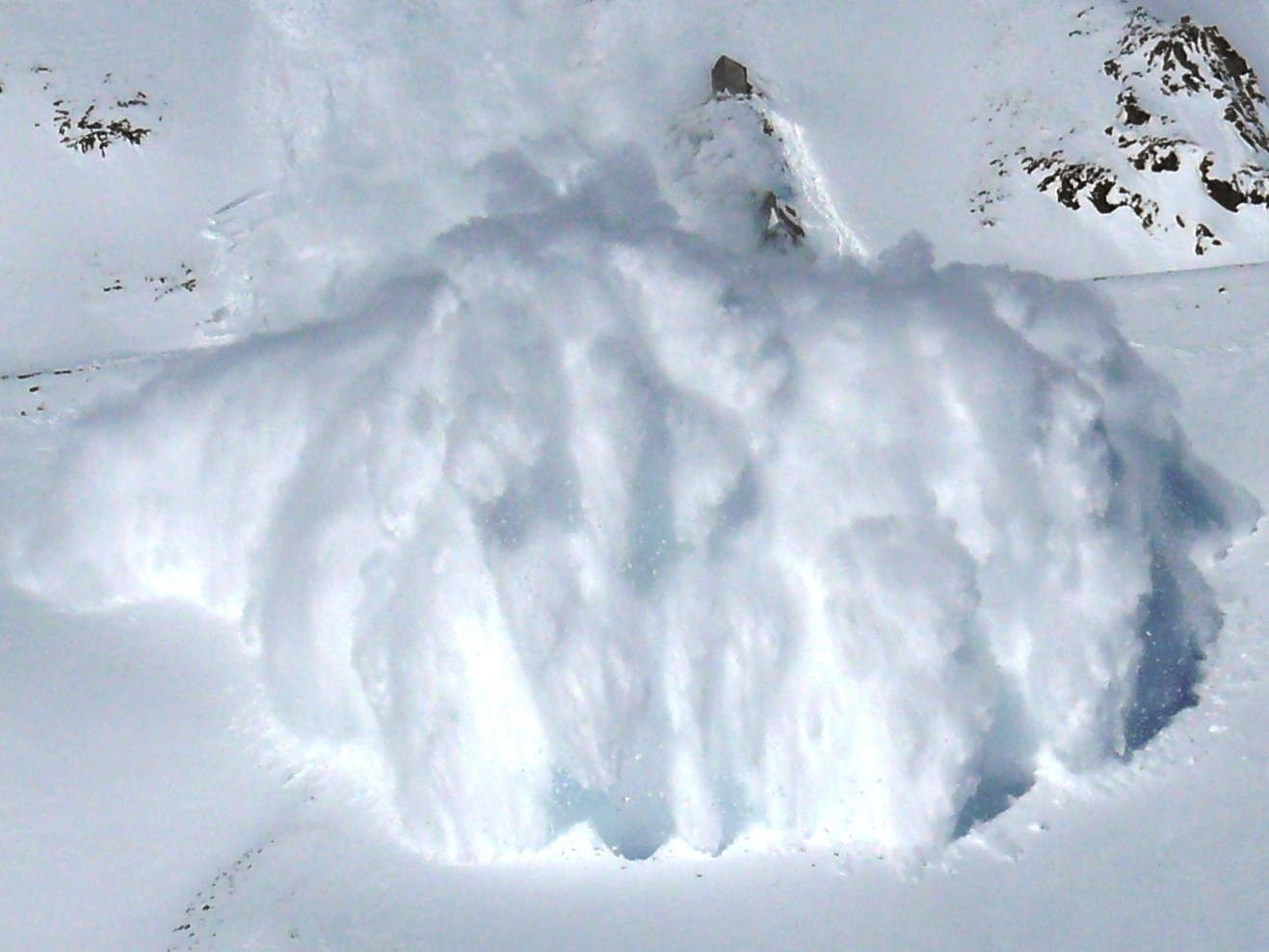
Ejemplo de avalancha de nieve en polvo

Una avalancha de nieve en polvo es un tipo de avalancha en la que los granos de nieve quedan en gran parte o totalmente suspendidos y son movidos por el aire en un estado de turbulencia de fluido.
Son corrientes de gravedad cargadas de partículas y están estrechamente relacionadas con las corrientes de turbidez, los flujos piroclásticos de los volcanes y las tormentas de polvo en el desierto.
La turbulencia se origina comúnmente por el desplazamiento de la corriente a lo largo de la base del dominio, un movimiento que es a su vez provocado por la gravedad actuando sobre la diferencia de densidad entre la mezcla de partículas y el fluido, y el fluido circundante. Este fluido circundante suele tener una composición similar a la del fluido intersticial y es miscible con él; en el caso de las corrientes de turbidez, se trata de agua, mientras que para las avalanchas, el fluido es aire. Estos flujos no son conservativos, ya que tienen la capacidad de intercambiar partículas en la base mediante procesos de deposición o suspensión, así como de intercambiar fluido con el entorno a través de arrastre o desarrastre. La disipación de estos flujos ocurre cuando la turbulencia ya no puede sostener las partículas en suspensión, lo que provoca su deposición en el fondo.
Cuando la turbulencia es lo suficientemente fuerte como para suspender material nuevo del lecho o del flujo denso subyacente, se dice que la corriente se autosuspende. Las concentraciones de partículas en la nube de suspensión suelen ser suficientemente bajas (0,1-7 % en volumen) como para que las interacciones entre partículas desempeñen un papel pequeño o insignificante en el mantenimiento de la suspensión. En las avalanchas de nieve en polvo, incluso en estas bajas concentraciones, la densidad adicional de las partículas suspendidas es grande en relación con la del aire, por lo que la aproximación de Boussinesq, donde las diferencias de densidad se consideran insignificantes en términos de inercia, es inválida, de modo que los granos de nieve transportan la mayor parte del momento del flujo. Esto contrasta con las corrientes de turbidez y los experimentos de laboratorio en agua, donde generalmente se puede despreciar la inercia adicional de las partículas. Sin embargo, debido a la extrema dificultad de estimar las concentraciones de partículas en flujos naturales, sigue habiendo considerable incertidumbre (y debate) respecto de la carga de partículas en grandes corrientes de turbidez submarinas y la validez de la aproximación de Boussinesq.